# Aleksandr Moiseenko
Aleksandr Moïsseïenko ou Moiseenko (en russe : Александр Моисеенко) est un joueur d'échecs ukrainien né le 17 mai 1980 à Severomorsk, en Russie, grand maître international depuis 2000.
Au 1er juin 2013, il est le 31e joueur mondial avec un classement Elo de 2 711 points. Il a remporté le championnat d'Europe d'échecs individuel en 2013.

## Biographie
Après que sa famille quitté fui la Russie en 1989, pour s'installer à Kharkiv, Moïsseïenko acquit la nationalité ukrainienne.

## Palmarès

### Tournois ndividuels
- 1998 : vice-champion d'Europe des moins de 18 ans à Mureck ;
- 1999 :
  - vainqueur des opens d'Alouchta, Krasnodar et Orel ;
  - vice-champion d'Ukraine
- 2000 : vice-champion junior d'Ukraine
- 2003 : vainqueur du tournoi de Toronto ;
- 2003, 2004 et 2008 : vainqueur du championnat open du Canada ;
- 2004 : vvainqueur du tournoi international de Guelph ;
- 2006 :
  - vainqueur de l'open du Québec ;
  - vainqueur de l'Open de Cappelle-la-Grande ;
- 2008 :
  - victoire au mémorial Rubinstein à Polanica-Zdrój ;
  - 1er-4e du World Open de Philadelphie ;
- 2009 : 1er-2e de l'Open Aeroflot à Moscou (deuxième au départage) ;
- 2013 :
  - vainqueur du championnat d'Europe d'échecs individuel ;
  - 1er-4e du festival d'échecs de Bienne (deuxième au départage) ;
- 2016 : 1er-3e de l'open de Corse à Bastia.

### Coupes du monde
Moisseïenko a participé au championnat du monde FIDÉ 2004 et à quatre coupes du monde (2005, 2011, 2013 et 2015).
| Année | Lieu                             | Résultat       | Ultime adversaire | Adversaires battus               |
| ----- | -------------------------------- | -------------- | ----------------- | -------------------------------- |
| 2004  | Tripoli (champ. du monde)        | troisième tour | Vladimir Akopian  | Sergueï Dolmatov, Viktor Bologan |
| 2005  | Khanty-Mansiïsk (coupe du monde) | deuxième tour  | Loek van Wely     | Youriï Kouzoubov                 |
| 2011  | Khanty-Mansiïsk (coupe du monde) | troisième tour | David Navara      | Baris Esen, Ernesto Inarkiev     |
| 2013  | Tromsø                           | troisième tour | Boris Guelfand    | Ahmed Adly, Étienne Bacrot       |
| 2015  | Bakou                            | premier tour   | Lu Shanglei       |                                  |

### Compétitions par équipes

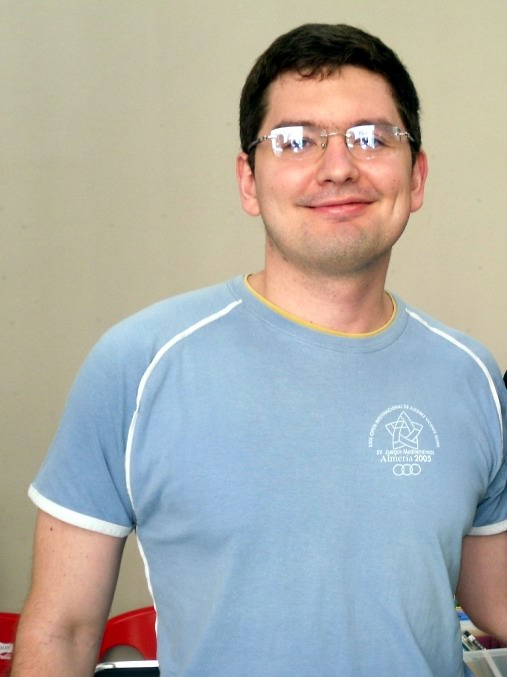
Aleksandr Moiseenko en 2008

En 2005, 2011, 2013, 2015 et 2017, Moiseenko participa au championnat du monde par équipes avec l'Ukraine. Il remporta :
- la médaille d'or individuelle au 4e échiquier en 2011 ;
- la médaille de bronze par équipe en 2011 et 2013 ;
- la médaille d'argent par équipe en 2015 ;
- une médaille de bronze individuelle en 2015 et 2017.

Moiseenko a remporté l'olympiade d'échecs avec l'équipe d'Ukraine à Calvià en 2004 et Khanty-Mansiysk en 2010.
En 2014 il participe à l'Olympiade d'échecs de 2014 à Tromsø dans l'équipe représentant l'Ukraine qui termine sixième. Il y gagne la médaille d'argent du cinquième échiquier.